# (11830) Jessenius
(11830) Jessenius (1984 JE) – planetoida z pasa głównego asteroid okrążająca Słońce w ciągu 3,41 lat w średniej odległości 2,27 j.a. Odkryta 2 maja 1984 roku.